# Tonno Lepmets
Tõnno Lepmets (Tallin, (Estonia), 31 de marzo de 1938-Condado de Harju, (Estonia), 26 de junio de 2005) fue un jugador soviético de baloncesto. Consiguió dos medallas en competiciones internacionales con la selección de la Unión Soviética.